# SC Uelzen 09
Der SC Uelzen 09 ist ein Sportverein aus Uelzen. Die erste Fußballmannschaft der Männer spielte fünf Jahre in der höchsten niedersächsischen Amateurliga.

## Geschichte
Im Jahre 1909 gründeten junge Männer aus dem wohlhabenden Bürgertum den Sportklub Uelzen 09. Zehn Jahre nach der Gründung stieg der SC in die höchste Spielklasse von Nordhannover auf. Ohne Punktgewinn folgte der sofortige Wiederabstieg. Im Jahre 1925 gelang die Rückkehr und die Mannschaft blieb bis zur Einführung der Gauliga Niedersachsen 1933 erstklassig. Drei Jahre später stieg die Mannschaft in die Drittklassigkeit ab. Daraufhin stellte ein vermögender Geschäftsmann seine Förderung ein, so dass der Verein am 6. September 1936 aufgelöst wurde.
1945 wurde der heutige Verein gegründet, der vier Jahre später in die drittklassige Amateurliga 3  aufgenommen wurde. Nach drei Jahren Abstiegskampf ging es in die vierte Liga. Auf Anhieb gelang der Wiederaufstieg in die neu geschaffene Amateurliga 7. Im Jahre 1956 gelang den Uelzenern mit einer im Schnitt 19 Jahre alten Mannschaft die Meisterschaft und im Anschluss der Aufstieg in die Amateuroberliga Niedersachsen-Ost. Nach einem Jahr verließ der SC die Liga nach unten. Im Jahre 1959 wurde der SCU erneut Meister in der Amateurliga 7, verpasste in der Aufstiegsrunde den Aufstieg. Das Entscheidungsspiel gegen die SG Adenstedt wurde mit 0:1 verloren. Zwei Jahre später sicherte sich die Mannschaft die dritte Meisterschaft und konnte sich in der Aufstiegsrunde durchsetzen. Aber auch im zweiten Anlauf konnten sich die Uelzener nicht im niedersächsischen Oberhaus etablieren, da das Entscheidungsspiel gegen die SVG Göttingen 07 mit 0:1 verloren wurde. 1963 und 1964 sicherte sich der SCU die dritte und vierte Amateurligameisterschaft, scheiterte aber beide Male in der Aufstiegsrunde.
In der neu geschaffenen Verbandsliga Ost gab es bis auf die Vizemeisterschaft 1966 nichts zu feiern. Ebenfalls 1966 wurde die A-Jugend um den späteren Bundesligaspieler Rainer Zobel Niedersachsenmeister. 1973 stieg die erste Mannschaft aus der Verbandsliga ab. Zehn Jahre später gelang der Aufstieg in die Landesliga Ost, der vom Durchmarsch in die Verbandsliga gefolgt wurde. Drei Jahre lang hielt sich die Mannschaft dort, ehe zwei Abstiege in Folge den Verein auf Bezirksebene zurückschickte. Nach mehreren Jahren in der Kreisliga Uelzen gelang 2017 der Aufstieg in die Bezirksliga, dem allerdings der direkte Wiederabstieg folgte.